# BBCウェールズ・ナショナル管弦楽団
BBCウェールズ・ナショナル管弦楽団（英語: BBC National Orchestra of Wales）は、イギリス・ウェールズの首都カーディフを本拠地とする、英国放送協会（BBC）傘下のオーケストラの一つである。

## 沿革・概要
1928年にカーディフ・ステーション管弦楽団（Cardiff Station Orchestra）として設立された。当時は2管編成にも満たない規模であった。1936年に「BBCウェールズ管弦楽団」（BBC Welsh Orchestra）に改組された。1974年には「BBCウェールズ交響楽団」（BBC Welsh Symphony Orchestra）に改名、1993年に現在の名称になった。
1987年に尾高忠明が首席指揮者に就任後、編成を拡大した。またBBCプロムスに参加、シャンドス、ニンバス、BISレーベルでレコーディングを行う。1996年以降、マーク・ウィッグルスワース、リチャード・ヒコックス、ティエリー・フィッシャー、トーマス・セナゴー、ライアン・バンクロフト
らが首席指揮者を務め、尾高忠明は桂冠指揮者を務めている。

## 首席指揮者
- ワーウィック・ブレイスウェイト（1928年–1931年）
- レジナルド・レッドマン（1931年–1935年）
- イドリス・ルイス（1935年–1939年）
- マンセル・トーマス（1946年–1950年）
- レイ・ジェンキンス（1950年–1965年）
- ジョン・ケアウィー（1966年–1971年）
- ボリス・ブロット（1972年–1978年）
- ブライデン・トムソン（1979年–1982年）
- エーリッヒ・ベルゲル（1983年–1985年）
- 尾高忠明（1987年–1995年）
- マーク・ウィグルスワース（1996年–2000年）
- リチャード・ヒコックス（2000年–2006年）
- ティエリー・フィッシャー（2006年-2012年）
- トーマス・セナゴー(2012年–2018年)
- ライアン・バンクロフト（2020年-現在）